# Regional Sparkasse League
Sparkasse League ook bekend als de S League, was een regionale handbalcompetitie op het hoogste niveau met teams uit Bosnië en Herzegovina, Kroatië, Montenegro, Servië, Macedonië, Polen en Slowakije. Het was de bedoeling dat het eerste seizoen van competitie start in augustus 2011. In juli 2011 stranden het idee van de Sparkasse League en werd er een nieuw opzet gemaakt voor een eventuele regionale competitie. In September dat jaar werd de SEHA League opgericht.
Sparkasse Bank was de hoofdsponsor van de competitie.

## Deelnemende teams
De volgende teams hadden een goedkeuring geven voor een eventuele deelnamen aan de competitie
| Land                  | Team                    |
| --------------------- | ----------------------- |
| Bosnië en Herzegovina | Bosna                   |
| Bosnië en Herzegovina | Borac Banja Luka        |
| Kroatië               | Izviđač                 |
| Kroatië               | Zagreb                  |
| Kroatië               | Nexe                    |
| Noord-Macedonië       | Metalurg                |
| Noord-Macedonië       | Vardar                  |
| Montenegro            | Evt. deelnemer onbekend |
| Servië                | Evt. deelnemer onbekend |
| Slowakije             | Evt. deelnemer onbekend |
| Polen                 | Evt. deelnemer onbekend |

Albanië · Armenië · Azerbeidzjan · België · Bosnië en Herzegovina · Bulgarije · Cyprus · Denemarken · Duitsland · Engeland · Esland · Faeröer · Finland · Frankrijk · Georgië · Griekenland · Hongarije · IJsland · Ierland · Israel · Italië · Kosovo · Kroatië · Letland · Liechtenstein · Litouwen · Luxemburg · Malta · Moldavië · Monaco · Montenegro · Nederland · Noord-Macedonië · Noorwegen · Polen · Portugal · Roemenië · Rusland · Schotland · Servië · Slowakije · Slovenië · Spanje · Tsjechië · Turkije · Oekraïne · Oostenrijk · Wit-Rusland · Zweden · Zwitserland

BENE-League · SEHA League
Tsjecho-Slowakije · Oost-Duitsland · Sovjet Unie · Joegoslavië · FR Joegoslavië/Servië en Montenegro